# 僕を笑って
「僕を笑って」（ぼくをわらって）は、岩男潤子の通算9枚目のシングル。2000年7月19日にポニーキャニオンよりリリース。

## 解説
前作より3か月ぶりのリリース。「僕を笑って」は、アルバム『CANARY』およびライブアルバム『CONCERT TOUR 1999-2000「FINAL」』に収録されている。また、「雨」はアルバム『appear』に収録されている。
なお、「風の記憶」についてはアルバム未収録である。

## 収録曲
1. 僕を笑って [5:10]
  - 作詞・作曲：岩男潤子、編曲：山本はるきち
2. 風の記憶 [4:20]
  - 作詞：相曽晴日、作曲・編曲：山本はるきち
3. 雨 [4:30]
  - 作詞：岩男潤子・森由里子、作曲：岩男潤子、編曲：山本はるきち
4. 僕を笑って （voice off） [5:10]
5. 風の記憶 （voice off） [4:20]
6. 雨 （voice off） [4:30]